# Yukihiro Fujimura
Yukihiro Fujimura|藤村幸宏|Chachamaru| nacido el 3 de marzo de 1960 en la Prefectura de Kioto, Japón, es un guitarrista japonés, cantante, compositor, arreglista y productor. Por lo general, todas las personas que se refieren a él lo hacen por su nombre artístico "Chachamaru".
Poco se sabe sobre sus primeros años y su vida privada. Además de ser conocido como miembro y colaborador de varias bandas y actos musicales en los años ‘80 y ‘90, es más conocido por ser el guitarrista y productor musical asociado de Gackt.

## Biografía
Yukihiro "Chachamaru" Fujimura nació en la Prefectura de Kioto, Japón, el 3 de marzo de 1960. Él era un estudiante de la Universidad Bukkyo, universidad privada la cual se basaba en la filosofía del Budismo. En 1983, Chachamaru cofundó la banda de rock progresivo Gerard, como líder vocalista y guitarrista. 
En 1986 la banda se disolvió debido a que el sello discográfico al cual pertenecían ya no aceptaba grupos de música progresiva. Después de un descanso de dos años, formó una banda de rock progresivo con Shusei Tsukamoto llamada Viena, en la cual ocupaba los puesto de voz y guitarra. En el mismo año lanzaron su primer álbum "Overture". Con un disco más y un directo a sus espaldas se disolvieron. 
Durante el año 1989, fue el guitarrista de Minoru Niihara, y compositor de melodías para la banda Ded Chaplin
En 1990 participó en una reunión para una nueva grabación, aunque poco después, debido a las divergencias musicales, deja la banda. No mucho más tarde, Chachamaru junto con Minoru Niihara, ex y ahora en activo cantante de los famosos Loudness, reforma el grupo de nuevo.
Dos años más tarde en la escena musical, lanzaron dos álbumes, y "las mejores obras de Chaplin ded" hasta su disolución. Sin un nuevo período de actividades de la banda, durante los años 1994 a 1995, Chachamaru ayudó a Toshi de X Japan en su segundo álbum de estudio "Grace" para componer y tocar la guitarra. Además trabajó como apoyo en directo del guitarra principal y como corista. 
Al año siguiente, hasta entonces siendo conocido por su verdadero nombre, cambió al nombre artístico de "Chachamaru" y se unió a la sesión de banda de hard rock Girl U con la necesidad de sacar al mercado un álbum homónimo en el mismo año. Como parte de la reunión de Viena, logró publicar un álbum más "Unknown" hasta su disolución final.
Desde el año 2000, Chachamaru forma parte del grupo de Gackt conocido como GacktJob, del cual es productor asociado, guitarrista principal de su banda en directo, así como corista. En 2010 se celebró el décimo aniversario de su colaboración musical.

## Estilo musical y técnica
Chachamaru, antes de ser guitarra principal, es considerado como un guitarrista técnico, reconocido por su forma de tocar suelta, melódica y controlada, así como por su ajuste único. Debido a sus habilidades también se conoce como "el legendario guitarrista de Kansai". Su estilo musical varía desde el rock progresivo, metal, soul y blues con la reproducción experimental.

## Legado de guitarras
El lutier Itaru Kanno Jackson/Charvel ha diseñado varios modelos de guitarra para empresas, entre ellas la de 27-Fretter “Jackson Falcon Custom“ personalizada para Chachamaru, una guitarra que nunca se vendió fuera de Japón. 
Cuando, alrededor del año 1994, expiró el contrato de Jackson Guitars con la compañía japonesa Kyowa-Shokai y ésta optó por no renovarlo, Itaru se convirtió en uno de los mejores diseñadores de la fábrica Chushin Gakki factory, formando una nueva compañía de guitarras en 199, Caparison Guitars.
Su nuevo modelo, 27-fretter “The Caparison Horus“ le hizo debutar en ese mismo año, y más de diez años después, la colaboración con Chachamaru sigue mejorando, como el modelo de guitarra más famoso de la compañía.

## Discografía
En 2002, Chachamaru logra lanzar un álbum en solitario "Air". Para ello reunió a algunos de sus viejos amigos, Shusei Tsukamoto, Masafumi Nishida y RyuichiNishida, y otros nuevos conocidos como You Kurosaki y Gackt, quien tomó parte en el estudio, para grabar el álbum como vocalista invitado.
Albums:
Todas las canciones escritas y compuestas por Chachamaru.
| Número pista | Título                 | Duración |
| ------------ | ---------------------- | -------- |
| 1            | Air                    | 1:08     |
| 2            | Divine                 | 5:11     |
| 3            | As                     | 4:22     |
| 4            | Naked                  | 4:22     |
| 5            | Kagero (sang by Gackt) | 6:23     |
| 6            | Lucious                | 5:31     |
| 7            | Matamorphose           | 4:43     |
| 8            | Canone                 | 10:38    |
| 9            | Grieve                 | 7:34     |